# Antônio de Sousa Braga
Antônio de Sousa Braga (Itapipoca, Ceará (sem datas)) foi um seringalista e político brasileiro.
Foi o segundo presidente da República do Acre, de 1 a 30 de janeiro de 1900. Assumiu após um golpe de estado que depôs Gálvez. Após quase um mês na presidência e diante das dificuldades encontradas, Braga não conseguiu equilibrar a situação acreana e chamou Gálvez para reassumir o cargo em 30 de janeiro de 1900.